# Rally Islas Canarias
El Rally Islas Canarias fue una prueba de rally que se celebró desde 1973 hasta 1977 en las Islas de Gran Canaria y Tenerife y organizado en su primera etapa por las federaciones de Las Palmas y Tenerife y en la segunda por la Escudería Anaga. Posteriormente se disputó como Rally Ciudad de Santa Cruz desde 1979 hasta 1985 y en 1986 recuperó el nombre original hasta 1992, su último año. Fue puntuable para el Campeonato de España de Rally en las mayoría de sus ediciones.

## Historia

### Primera época
A inicios de los años 70 las competiciones de motor en las Islas Canarias estaban paralizadas debido a un accidente ocurrido a finales de los sesenta en una carrera de resistencia disputada en un circuito. En 1972 la Escudería Drago en conjunto con la Federación local decidieron celebrar una prueba de rally con el fin de que fuese puntuable para el campeonato de España y que en su primera edición se disputó en dos etapas: una en Gran Canaria y la otra en Tenerife. La lista de inscritos fue baja, tan solo 26 equipos se presentaron en la prueba, todos aquellos canarios. El orden de salida se realizó por sorteo y el formato contaba con salida el domingo 22 de julio con un itinerario de 453 km que transcurría por el suroeste de la Isla. Tan solo quince terminaron esa primera etapa para afrontar la segunda con un trazado de 802 km y 13 tramos cronometrados, algunos de ellos sobre tierra. El ganador de la primera edición del rally fue el equipo formado por José Manuel Ucha y Jesús Segura a bordo de un Fiat 128 Rally. Al año siguiente las federaciones de Tenerife y Las Palmas organizaron la segunda edición, esta vez con salida en Tenerife y la meta en Gran Canaria. El ganador de esa edición fue el piloto de SEAT, Antonio Zanini a bordo de un SEAT 1430-1800 acompañado en el podio por su compañero de equipo Salvador Cañellas. Esa sería la última edición donde ambas federaciones trabajaron en conjunto puesto que en años posteriores se alternaron en la organización de la prueba. En 1975 el itinerario contaba con 11 tramos cronometrados sobre un total de 411 km de los cuales 204 eran sobre tierra. La lista de inscritos mejoró notablemente y en la isla se presentaron cincuenta equipos. La prueba fue igual de dura que en años anteriores y solo once pilotos cruzaron la meta siendo el ganador Manuel de Aguilar con un Toyota Celica. La cuarta edición, celebrada en 1976, contó con una lista de inscritos más pobre y solo tres pilotos de renombre: Fernando Lezama, Eugenio Ortiz y Ricardo Muñoz. La prueba cedió protagonismo al Rally Maspalomas que le superaba ampliamente en cuanto a premios en metálico. De 42 equipos solo trece terminaron la prueba siendo el ganador Miguel Ángel Domínguez con la peculiaridad de que los tres pilotos del podio conducían un Mitsubishi Lancer 1600 GSR procedentes del Campeonato del Mundo. El Rally Costa de Marfil, que ese año estaba en el calendario del mundial se suspendió y los Lancer que iban destinados para competir en dicha prueba desembarcaron en el Puerto de La Luz y posteriormente fueron adquiridos por los pilotos locales.
En 1977 la prueba no se celebró debido al mal entendimiento entre las federaciones y los organizadores del Rally Maspalomas para no perder una prueba del campeonato nacional organizaron una edición bajo el nombre IV Rallye Maspalomas - V Rallye Islas Canarias.

### Segunda época
En 1979 la prueba se recuperó pero bajo el nombre de Rally Ciudad de Santa Cruz. Tres años más tarde logra de nuevo la puntuabilidad para el Campeonato de España con coeficiente 3. Se celebraron siete ediciones con este apelativo y los ganadores de esos años fueron, entre otros, Carlos Alonso-Lamberti (1981), Medardo Pérez (1982), José Luis Rivero (1983) o Carlos Sainz en 1985. En 1986 la Escudería Anaga registra la denominación Rally Islas Canarias lo que supuso el inicio de la segunda época de la prueba, recuperando tanto el nombre como las ediciones. El vencedor de esa primera edición (1986) fue Antonio Zanini a bordo de un Ford RS 200 con lo que sumaba su segunda victoria particular en la prueba. En 1987 de nuevo venció Carlos Sainz, a los mandos del Ford Sierra RS Cosworth. Posteriormente vencerían Salvador Serviá en 1988 y Jesús Puras en 1990 ambos con el Lancia Delta Integrale, Luis Monzón en 1991 con el Ford Sierra RS Cosworth 4x4 y Ricardo Avero con el Mitsubishi Galant VR4 en 1992. Ese sería el último año de la prueba aunque años después el Rally El Corte Inglés, que también se celebraba en las islas y era puntuable para el campeonato de España, recuperó el nombre de Rally Islas Canarias.

## Palmarés
| Año  | Edición                        | Piloto                 | Copiloto                | Vehículo                        | Series |
| ---- | ------------------------------ | ---------------------- | ----------------------- | ------------------------------- | ------ |
| 1973 | 1.º Rally Islas Canarias       | José Manuel Ucha       | Jesús Segura Gil        | Fiat 128 Rally                  | España |
| 1974 | 2.º Rally Islas Canarias       | Antonio Zanini         | Eduardo Martínez Adam   | SEAT 1430-1800                  | España |
| 1975 | 3.º Rally Islas Canarias       | Manuel de Aguilar      | Juan Manuel Sarmiento   | Toyota Celica GT                | España |
| 1976 | 4.º Rally Islas Canarias       | Miguel Ángel Domínguez | Juan J. Blanco          | Mitsubishi Colt Lancer 1600 GSR | España |
| 1977 | 5.º Rally Islas Canarias       | Ángel Dávila           | José Ortega             | BMW 2002 Ti Alpina              | España |
| 1979 | 1.º Rally Ciudad de Santa Cruz | Juan Manuel Gimeno     | Miguel Mascareño        | Lancia Beta 2000 Coupé          |        |
| 1980 | 2.º Rally Ciudad de Santa Cruz | Medardo Pérez          | Juan José Alonso Prieto | BMW 320                         |        |
| 1981 | 3.º Rally Ciudad de Santa Cruz | Carlos Alonso-Lamberti | Víctor Rodríguez        | Opel Ascona 2.0                 |        |
| 1982 | 4.º Rally Ciudad de Santa Cruz | Medardo Pérez          | Medina                  | BMW 323i                        | España |
| 1983 | 5.º Rally Ciudad de Santa Cruz | José Luis Rivero       | Juan Cruz               | BMW 323i                        |        |
| 1984 | 6.º Rally Ciudad de Santa Cruz | Carlos Alonso Lamberti | José Sarmiento          | Opel Ascona 400                 | Copa   |
| 1985 | 7.º Rally Ciudad de Santa Cruz | Carlos Sainz           | Antonio Boto            | Renault 5 Maxi Turbo            | España |
| 1986 | 8.º Rally Islas Canarias       | Antonio Zanini         | Josep Autet             | Ford RS 200                     | España |
| 1987 | 9.º Rally Islas Canarias       | Carlos Sainz           | Antonio Boto            | Ford Sierra RS Cosworth         | España |
| 1988 | 10.º Rally Islas Canarias      | Salvador Serviá        | Jordi Sabater           | Lancia Delta Integrale          | España |
| 1989 | 11.º Rally Islas Canarias      | Jesús Puras            | Tomás Aguado            | Ford Sierra RS Cosworth         | España |
| 1990 | 12.º Rally Islas Canarias      | Jesús Puras            | José Arrarte            | Lancia Delta Integrale          | España |
| 1991 | 13.º Rally Islas Canarias      | Luis Monzón            | José M. Rodríguez       | Ford Sierra RS Cosworth         | España |
| 1992 | 14.º Rally Islas Canarias      | Ricardo Avero          | Nazer Ghuneim           | Mitsubishi Galant VR4           | España |
| Nota |                                |                        |                         |                                 |        |